# Övre Sävälven
Övre Sävälven är ett naturreservat i Hällefors kommun i Örebro län.
Området är naturskyddat sedan 2014 och är 461 hektar stort. Reservatet omfattar en sträcka av Sävälven och består av myrmarker, vattendrag och barrnaturskog. 